# Speciale vertegenwoordiger van de Europese Unie
Speciale vertegenwoordigers van de Europese Unie zijn diplomaten van de Europese Unie die belast zijn met specifieke taken buiten de unie. Zij dienen als de ogen en oren van de EU, promoten de democratie en goed bestuur, en vertegenwoordigen de EU in een specifieke regio.
Deze diplomaten worden gefinancierd en aangestuurd door de hoge vertegenwoordiger van de Unie voor Buitenlandse Zaken en Veiligheidsbeleid, op dit moment Josep Borrell.